# Englischer Igel
|   | a | b | c | d | e | f | g | h |   |
| 8 |   |   |   |   |   |   |   |   | 8 |
| 7 |   |   |   |   |   |   |   |   | 7 |
| 6 |   |   |   |   |   |   |   |   | 6 |
| 5 |   |   |   |   |   |   |   |   | 5 |
| 4 |   |   |   |   |   |   |   |   | 4 |
| 3 |   |   |   |   |   |   |   |   | 3 |
| 2 |   |   |   |   |   |   |   |   | 2 |
| 1 |   |   |   |   |   |   |   |   | 1 |
|   | a | b | c | d | e | f | g | h |   |

Eine Schlüsselstellung zur Erreichung des Englischen Igels
Als Englischen Igel bezeichnet man eine zu einer Igelstellung führende Zugfolge innerhalb der Symmetrievariante der Englischen Eröffnung im Schachspiel. Der Englische Igel ist die einzige zu einer Igelstellung führende Variante, die einen eigenen Eröffnungscode [ECO A30] besitzt.

## Hauptvariante
Zu einer typischen Stellung, die auch durch Zugumstellung erreicht werden kann, führen z. B. folgende Eröffnungszüge:
1. c2–c4 c7–c5 2. Sb1–c3 Sg8–f6 3. g2–g3 e7–e6 4. Sg1–f3 b7–b6 5. Lf1–g2 Lc8–b7 6. 0–0 Lf8–e7 7. d2–d4 c5xd4 (siehe Diagramm)
Mit diesem Abtausch des schwarzen c-Bauern gegen den weißen d-Bauern und dem Fianchetto beider weißfeldriger Läufer ist die namensgebende englische Igelstellung erreicht.
Um den Abtausch des Lg2 vorerst zu vermeiden und gleich in der d-Linie zu wirken, geschieht nun
8. Dd1xd4.
Wie im Maróczy-Aufbau der Taimanow-Variante der Sizilianischen Verteidigung ist nun d7 das ergiebigste Feld für den Sb8, weil es die Wirkung des Lb7 erhält, das Gegenspiel auf der halboffenen c-Linie nicht behindert und die Belagerung des d6 durch b2–b3 und Lc1–a3 mit Sd7–c5 abwehren kann. Deshalb fürchtet Weiß 8. … Sb8–c6 9. Dd4–f4 a7–a6 (9. … Dd8–b8 10. Sc3–b5 d7–d6 11. Tf1–d1) 10. Tf1–d1 Ta8–c8 11. b2–b3 Dd8–c7 12. Df4xc7 Tc8xc7 13. Lc1–f4 mit Belagerung des rückständigen d-Bauern nicht.
Wegen des Fehlens von a7–a6 wäre nach
8. … d7–d6
9. b2–b3 Sb8–d7 die Belagerung des d6 durch das von Viktor Kortschnoi eingeführte 10. Sc3–b5 interessant. Gegen Alon Greenfeld ließ er sich 1990 in Be’er Scheva nach 10. … Sd7–c5 11. Tf1–d1 Sf6–e4 auf 12. Dd4xg7! Le7–f6 13. Dg7–h6 Lf6xa1 14. Sf3–g5 ein. Auf 14. … La1–e5 wird 15. Sg5xe4! empfohlen. Ulf Andersson hatte 1988 in Thessaloniki gegen Greenfeld nach 10. Sc3–b5 Sd7–c5 11. Tf1–d1 Sf6–e4 noch 12. b3–b4 benutzt.
- Nach 9. b2–b3 kommt a7–a6 wegen 10. Lc1–a3 0–0 11. Tf1–d1 Sf6–e8 12. Sc3–e4 zu spät.
- 9. b2–b3 0–0! 10. Lc1–a3 Sb8–a6 11. Tf1–d1 Sa6–c5 geht den anderen Weg um d6 zu decken.

9. Tf1–d1 hält sich die Läuferentwicklung offen. a7–a6 vervollständigt die schwarzen Bauernzüge und verhindert 10. Sc3–b5. Einen anderen Weg zur Belagerung von d6 beginnt nun 10. Lc1–g5. Auf z. B. Sb8–d7 ermöglicht der Rückzug 11. Dd1–d2 nach der 0-0 12. Lg5–f4 ohne in die Bauerngabel e6–e5 zu rennen. Bei weiterem Sf6–e8 13. Sf3–g5 Lb7xg2 14. Kg1xg2 Ta8–c8 15. b2–b3 ist allerdings durch das Fehlen beider weißfeldriger Läufer die seitliche Deckung Tc8–c6 in Ordnung.
Durch 7. Tf1–e1 d7–d6 8. e2–e4 Sb8–d7 9. d2–d4 c5xd4 kann Weiß 10. Sf3xd4 mit Vermeidung des Läuferabtausches spielen. Frank Zeller praktiziert nun Dd8–c7! 11. Sd4–b5 Dc7–b8 12. f2–f4 0–0! 13. Lc1–e3 Tf8–c8!

## Alternative 6. … a7–a6
Das in Erwartung der Igelstellung logische 6. … a7–a6 führt zu keiner grundsätzlichen Änderung. Der Kenner des englischen Igel, Ulf Andersson, führte diese Nuance ein, auch Mihai Șubă sprach sich dafür aus.
Im Falle von 6. d2–d4!? c5xd4 7. Dd1xd4 wäre 7. … a7–a6 voreilig, weil 8. Lc1–e3 den schwarzen Idealaufbau stört. Und bei 7. … d7–d6, um den Deckungszug Sb8–d7 vorzubereiten, gewinnt 8. Lc1–g5 mit der Belagerung des schwarzen Bauern d6 durch Sc3–b5 und Ta1–d1 an Kraft. Z. B. nach Sb8–d7 9. Sc3–b5 h7–h6 10. Lg5xf6 Sd7xf6 11. Ta1–d1 Sf6–e4 12. Sf3–h4 Se4–c5
Nach 7. d2–d4 c5xd4 8. Dd1xd4 d7–d6 wäre die Belagerung des Bauern d6 durch Sb5 ausgeschlossen und die Deckung von b6 mittels Sbd7 vorbereitet.
9. Lc1–g5 Sb8–d7 10. Dd4–d2 plant Tfd1 und Lf4. Der Gegenangriff auf den Bauern c4 mittels 10. … Ta8–c8 würde durch 11. b2–b3 abgewehrt, ein Bauerndurchbruch b6–b5 oder d6–d5 durch das vorbereitende 11. … Dd8–c7 lässt sich mit der Überdeckung 12. Ta1–c1 entkräften.
In der Englischen Igelstellung ist das Feld e4 im Unterschied zur normalen Igelstellung für Manöver frei. Die Wirkung des Lb7 auf diese Feld e4 kann durch Abtausch der weißfeldrigen Läufer auf g2 beseitigt werden. Das zeigt sich in Varianten wie 9. Lc1–e3 Sb8–d7 10. Sf3–d2 (bzw. 10. Sf3–g5) Lb7xg2 11. Kg1xg2 Lf8–e7 12. Tf1–d1 0–0 13. Sd2–e4 Sf6–e8 oder 9. Tf1–d1 Lf8–e7 10. Sf3–g5 Lb7xg2 11. Kg1xg2 0–0 12. Sc3–e4! .
Als Weißer verzögerte Andersson gegen Florin Gheorghiu beim Interzonenturnier 1982 in Moskau nach 6. … a7–a6 die Öffnung der d-Linie mit 7. b2–b3. Erst nach 7. … Lf8–e7 geschah 8. d2–d4 c5xd4 9. Dd1xd4, um nach 9. … d7–d6 (9. … 0–0 10. Lc1–e3 Le7–c5 11. Dd4–d3 nebst Tf1–d1) 10. Lc1–a3 zu bringen. Der klassische Igel-Aufbau mit Sb8–d7 ist nun nicht mehr möglich.
Deshalb geschieht auf 7. b2–b3 besser 7. … d7–d6 8. d2–d4 c5xd4 9. Dd1xd4 Sb8–d7 10. Lc1–a3 Dd8–c7 11. Tf1–d1 Sd7–c5.

## Beispielpartien
- Polugaevsky – Ftáčnik, Luzern 1982; vgl. Partie-Kommentar bei Ftáčnik/Löffler 2001
- Krasenkow – Nisipeanu, Olite 2006